# Atlantic Coast Conference (pallavolo)
La Atlantic Coast Conference è una delle 32 conference di pallavolo femminile affiliate alla NCAA Division I, la squadra vincitrice accede di diritto al torneo NCAA.

## Membri

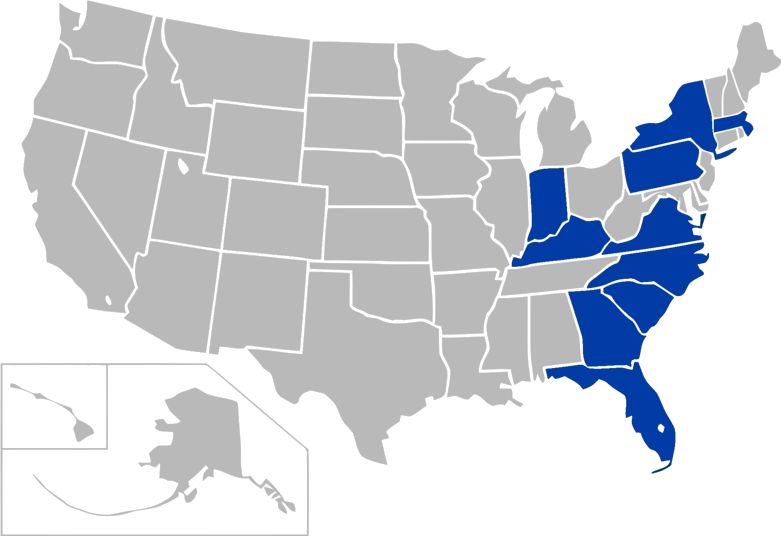

| Squadra              | Sede            | Stato             | Fondazione | Soprannome     | Affiliazione |
| -------------------- | --------------- | ----------------- | ---------- | -------------- | ------------ |
| Boston College       | Chestnut Hill   | Massachusetts     | ?          | Eagles         | 2005         |
| UC Berkeley          | Berkeley        | California        | 1975       | Golden Bears   | 2024         |
| Clemson              | Clemson         | Carolina del Sud  | 1977       | Tigers         | 1980         |
| Duke                 | Durham          | Carolina del Nord | 1971       | Blue Devils    | 1980         |
| Florida State        | Tallahassee     | Florida           | 1968       | Seminoles      | 1991         |
| Georgia Tech         | Atlanta         | Georgia           | 1980       | Yellow Jackets | 1980         |
| Louisville           | Louisville      | Kentucky          | 1977       | Cardinals      | 2014         |
| Miami (Florida)      | Coral Gables    | Florida           | 1973       | Hurricanes     | 2004         |
| North Carolina       | Chapel Hill     | Carolina del Nord | 1971       | Tar Heels      | 1980         |
| North Carolina State | Raleigh         | Carolina del Nord | 1975       | Wolfpack       | 1980         |
| Notre Dame           | South Bend      | Indiana           | 1980       | Fighting Irish | 2013         |
| Pittsburgh           | Pittsburgh      | Pennsylvania      | 1974       | Panthers       | 2013         |
| Southern Methodist   | Dallas          | Texas             | 1996       | Mustangs       | 2024         |
| Stanford             | Stanford        | California        | 1976       | Cardinal       | 2024         |
| Syracuse             | Syracuse        | New York          | 1972       | Orange         | 2013         |
| Virginia             | Charlottesville | Virginia          | 1979       | Cavaliers      | 1980         |
| Virginia Tech        | Blacksburg      | Virginia          | 1977       | Hokies         | 1980         |
| Wake Forest          | Winston-Salem   | Carolina del Nord | 1971       | Demon Deacons  | 1980         |

### Ex membri
| College  | Ingresso | Uscita |
| -------- | -------- | ------ |
| Maryland | 1980     | 2013   |

## Arene
| Squadre              | Arene                          | Capacità |
| -------------------- | ------------------------------ | -------- |
| Boston College       | Power Gym                      | ?        |
| UC Berkeley          | Haas Pavilion                  | 11 877   |
| Clemson              | Jervey Athletic Center         | 2 000    |
| Duke                 | Cameron Indoor Stadium         | 9 314    |
| Florida State        | Tully Gymnasium                | 2 500    |
| Georgia Tech         | O'Keefe Gymnasium              | 1 500    |
| Louisville           | L&N Federal Credit Union Arena | 1 100    |
| Miami (Florida)      | Knight Center Complex          | ?        |
| North Carolina       | Carmichael Arena               | 6 822    |
| North Carolina State | Reynolds Coliseum              | 5 600    |
| Notre Dame           | Purcell Pavilion               | 9 149    |
| Pittsburgh           | Fitzgerald Field House         | 4 122    |
| Southern Methodist   | Moody Coliseum                 | 7 000    |
| Stanford             | Maples Pavilion                | 7 233    |
| Syracuse             | Women’s Building               | 3 000    |
| Virginia             | Memorial Gymnasium             | 2 500    |
| Virginia Tech        | Cassell Coliseum               | 10 052   |
| Wake Forest          | Reynolds Gymnasium             | 1 500    |

## Albo d'oro
| Anno          | Podio                    | Podio                        | Podio                                              |
| Campione      | Seconda                  | Terza                        |                                                    |
| ------------- | ------------------------ | ---------------------------- | -------------------------------------------------- |
| 1980 Dettagli | North Carolina           | North Carolina State         | -                                                  |
| 1981 Dettagli | North Carolina           | North Carolina State         | -                                                  |
| 1982 Dettagli | North Carolina           | Duke                         | -                                                  |
| 1983 Dettagli | North Carolina           | Duke                         | -                                                  |
| 1984 Dettagli | Duke                     | North Carolina State         | -                                                  |
| 1985 Dettagli | Duke                     | North Carolina               | -                                                  |
| 1986 Dettagli | Duke                     | North Carolina               | -                                                  |
| 1987 Dettagli | North Carolina State     | Duke                         | -                                                  |
| 1988 Dettagli | North Carolina           | North Carolina State         | -                                                  |
| 1989 Dettagli | North Carolina           | Duke                         | -                                                  |
| 1990 Dettagli | Maryland                 | North Carolina               | -                                                  |
| 1991 Dettagli | Duke                     | Virginia                     | -                                                  |
| 1992 Dettagli | Duke                     | Florida State                | -                                                  |
| 1993 Dettagli | Duke                     | Florida State                | -                                                  |
| 1994 Dettagli | Duke                     | Clemson                      | -                                                  |
| 1995 Dettagli | Georgia Tech             | Maryland                     | -                                                  |
| 1996 Dettagli | Maryland                 | Georgia Tech                 | -                                                  |
| 1997 Dettagli | Clemson                  | Georgia Tech                 | -                                                  |
| 1998 Dettagli | Florida State            | North Carolina               | -                                                  |
| 1999 Dettagli | North Carolina           | Clemson                      | -                                                  |
| 2000 Dettagli | North Carolina           | Duke                         | -                                                  |
| 2001 Dettagli | North Carolina           | Florida State                | -                                                  |
| 2002 Dettagli | Georgia Tech             | Florida State                | -                                                  |
| 2003 Dettagli | Maryland                 | Georgia Tech                 | -                                                  |
| 2004 Dettagli | Maryland                 | North Carolina               | -                                                  |
| 2005 Dettagli | North Carolina Maryland  | -                            | Duke                                               |
| 2006 Dettagli | Duke                     | Virginia                     | Clemson                                            |
| 2007 Dettagli | Clemson                  | Duke                         | Georgia Tech                                       |
| 2008 Dettagli | North Carolina Duke      | -                            | Miami (Florida) Clemson                            |
| 2009 Dettagli | Florida State            | Duke                         | Georgia Tech                                       |
| 2010 Dettagli | Duke                     | North Carolina               | Miami (Florida)                                    |
| 2011 Dettagli | Florida State            | Miami (Florida)              | Duke North Carolina                                |
| 2012 Dettagli | Florida State            | Miami (Florida)              | North Carolina                                     |
| 2013 Dettagli | Duke                     | Florida State                | North Carolina                                     |
| 2014 Dettagli | North Carolina           | Florida State                | Duke Miami (Florida)                               |
| 2015 Dettagli | Louisville               | Florida State North Carolina | -                                                  |
| 2016 Dettagli | North Carolina           | Florida State                | Duke Georgia Tech Pittsburgh                       |
| 2017 Dettagli | Pittsburgh Louisville    | -                            | Miami (Florida) North Carolina State               |
| 2018 Dettagli | Pittsburgh               | Florida State                | Louisville Syracuse                                |
| 2019 Dettagli | Pittsburgh               | Georgia Tech                 | Florida State Louisville Notre Dame North Carolina |
| 2020 Dettagli | Louisville               | Notre Dame                   | Pittsburgh                                         |
| 2021 Dettagli | Louisville               | Pittsburgh Miami (Florida)   | -                                                  |
| 2022 Dettagli | Louisville Pittsburgh    | -                            | Georgia Tech                                       |
| 2023 Dettagli | Florida State Pittsburgh | -                            | Louisville                                         |
| 2024 Dettagli | Pittsburgh               | Louisville Stanford          | -                                                  |

## Palmarès
| Squadre              | Titoli | Stagioni                                                                     |
| -------------------- | ------ | ---------------------------------------------------------------------------- |
| North Carolina       | 13     | 1980, 1981, 1982, 1983, 1988, 1989, 1999, 2000, 2001, 2005, 2008, 2014, 2016 |
| Duke                 | 11     | 1984, 1985, 1986, 1991, 1992, 1993, 1994, 2006, 2008, 2010, 2013             |
| Pittsburgh           | 6      | 2017, 2018, 2019, 2022, 2023, 2024                                           |
| Maryland             | 5      | 1990, 1996, 2003, 2004, 2005                                                 |
| Louisville           | 5      | 2015, 2017, 2020, 2021, 2022                                                 |
| Florida State        | 5      | 1998, 2009, 2010, 2011, 2023                                                 |
| Georgia Tech         | 2      | 1995, 2002                                                                   |
| Clemson              | 2      | 1997, 2007                                                                   |
| North Carolina State | 1      | 1987                                                                         |